# Doktor Schiwago (2002)
Doktor Schiwago (Originaltitel: Doctor Zhivago) ist ein US-amerikanisch-deutsch-britisches Filmdrama aus dem Jahr 2002. Regie führte Giacomo Campiotti, das Drehbuch schrieb Andrew Davies nach dem gleichnamigen Roman aus dem Jahr 1957 von Boris Leonidowitsch Pasternak.

## Handlung
Der Film spielt in Russland vor und nach der Oktoberrevolution. Jurij Schiwagos Vater vertraut sein Vermögen dem mächtigen Rechtsanwalt Victor Komarovsky an, der es verspekuliert. Deswegen begeht der Vater vor Jurijs Augen Selbstmord. Danach lebt Jurij als Waise bei Pflegeeltern.
Jurij wird Arzt und lernt die Schülerin Lara Guichard kennen, in die er sich verliebt. Er heiratet jedoch die Tochter seiner Pflegeeltern Tonja Gromyko, die eher seiner gesellschaftlichen Schicht entspricht. Währenddessen hat die Mutter der jungen Lara Angst, von ihrem Freund, eben jenem Victor Komarovsky, verlassen zu werden. Um ihn zu halten, liefert sie Lara an Komarovsky für eine Affäre aus, wird dann aber eifersüchtig, streitet wegen häufigem Heimkehren ihrer Tochter nach Mitternacht und will sich umbringen. Jurij Schiwago wird als Notarzt gerufen und rettet der Mutter von Lara das Leben. Lara will Komarovsky schließlich erschießen, trifft aber daneben.
Lara wird zusammen mit ihrem späteren Mann, dem Revolutionär Pascha Antipow, Zeugin des brutalen Vorgehens der Kosaken gegen die gegen den Zaren protestierende Bevölkerung. Komarovsky offenbart ihr, dass er in die Pläne der Staatsmacht eingeweiht war. Lara erwähnt die Möglichkeit einer Revolution, worauf Komarovsky erwidert, dass auch eine neue Regierung ihn brauchen würde.
Nach dem Ausbruch des Ersten Weltkriegs ist Schiwago an der Front tätig. Dort wird er verwundet und trifft Lara, die als Krankenschwester arbeitet und ihren Mann sucht. Die Kompanie zieht sich zurück, und die Verletzten werden auf ein Gut gebracht, wo Lara die Oberschwester von Schiwago wird. Schiwago schreibt dies seiner Frau, die eifersüchtig auf Lara ist. Deshalb schickt er Lara nach Hause.
Bald darauf kehrt auch Schiwago nach Hause zurück. Nach der Revolution ist der Alltag völlig verändert: die Familie hat ihre gesellschaftliche Stellung verloren und muss ihr Haus mit zahlreichen anderen Menschen teilen. Schiwago arbeitet in einem Krankenhaus, wo er seinen Vorgesetzten vor einer Typhus-Epidemie warnt – obwohl diese nach der offiziellen Richtlinie lediglich der Propaganda der Feinde der Revolution entspringen sollte. Sein bester Freund, auch Arzt und verliebt in Tonja, drängt ihn dazu, mit seiner Familie Moskau zu verlassen. Er warnt Schiwago, dass dieser umerzogen werden soll.
Schiwago erfährt, dass Lara in einem Ort am Ural lebt. Er und seine Familie ziehen in den Ural, wo sein Schwiegervater ein Anwesen besitzt. Auf der Fahrt in den Ural lernt er einen Jungen kennen, der in Ketten transportiert wird, obwohl er keines Verbrechens schuldig ist. Der Junge will in seinen Heimatort zurückkehren, aber er wird nach wenigen Schritten von den Leuten des Kommandanten Strelnikow, der die Bevölkerung terrorisiert, erschossen. Schiwago wird zu diesem geführt – es stellt sich heraus, dass er ihn zuvor als Pascha kannte. Strelnikow bezeichnet in einem Streitgespräch das Leben einzelner Personen als bedeutungslos, aber dann lässt er Schiwago doch frei.
Im Ural kann Schiwago wieder als Arzt arbeiten. Er besucht Lara und sie leben ihre Liebe aus. Seine Frau ahnt, dass etwas nicht in Ordnung ist. Eines Tages, als er ihr alles erzählen und die Beziehung zu Lara beenden will, wird er nach seinem Besuch bei Lara von bolschewistischen Partisanen aufgegriffen, verschleppt und zum Dienst als Arzt an der Front gezwungen. Nach Monaten gelingt es ihm, zu fliehen. Völlig erschöpft durch den langen Fußmarsch in eisiger Kälte wird er von Lara gefunden und wieder gesundgepflegt. Lara erzählt ihm, dass seine Familie die Gegend verlassen hat und dass seine Frau ihn bittet, nur dann nachzukommen, wenn er sich ganz für sie entscheidet. Schiwago und Lara nehmen jedoch ihre Liebesbeziehung wieder auf.
Komarovsky erscheint bei Lara und versucht sie dazu zu bringen, mit ihm zusammen nach Wladiwostok zu fliehen. Auch Schiwago würde er mitnehmen. Laras Ehemann ist parteiintern in Ungnade gefallen, und damit ist auch ihre eigene Position in der Gesellschaft nicht mehr sicher. Lara und Schiwago lehnen zunächst ab, aber als Komarovsky Schiwago bei einem zweiten Besuch berichtet, dass Pascha erschossen wurde und Lara auch bedroht ist, willigt er ein.
Schiwago gibt vor, dass er Lara auf ihrer Reise mit Komarovsky begleiten wird, folgt ihr aber in Wirklichkeit nicht, weil er Komarovsky, der nur Zerstörung verbreitet hat, nicht ertragen kann. Pascha, der entgegen Komarovskys Behauptung doch noch lebt, taucht auf und zeigt Reue darüber, tausende Menschen sinnlos erschossen zu haben. Schiwago kehrt allein nach Moskau zurück und sucht dort seine Frau, die aber ins Ausland ausgewiesen wurde.
Lara ist schwanger von Schiwago und bekommt einen Sohn, den sie auch Jurij nennt. Jahre später kehrt sie nach Moskau zurück, um Schiwago zu suchen. Schiwago ist schwer krank und sieht in einem Café Lara und seinen Sohn vorbeigehen. Er versucht, Lara zu folgen, bricht dann aber zusammen und stirbt. Lara nimmt Abschied von dem Toten und wird kurz darauf verhaftet und deportiert. Ihr Sohn bleibt allein zurück, mit den Gedichten des Vaters in der Hand.

## Kritiken
Prisma urteilte, „Ohne die wunderbar schwülstigen Bilder des David-Lean-Doktor Schiwagos von 1965 setzt [die] zweiteilige Neuverfilmung […] stärker auf Realismus.“
Die Zeitschrift TV Spielfilm schrieb, das „aufwendige, starbesetzte TV-Hochglanzdrama“ sei „nicht ganz kitschfrei, aber doch ergreifend“. Der Kinoklassiker von 1965 bliebe letztlich unerreicht. Selbst die zum Einteiler stark gestraffte Version blieb „blasser als das Kinoepos von 1965“.
Laut Lexikon des Internationalen Films erreicht „das bildgewaltige, sehr gefühlvolle Fernseh-Historien- und Liebesdrama […] zwar nicht die epische Dichte von David Leans Kinoklassiker 1965, entwickelt aber durchaus eigenständige Qualitäten.“ Es werde „getragen von überzeugenden Darstellern“.

## Auszeichnungen
Giacomo Campiotti als Bester Neuer Regisseur, der Film in der Kategorie Bestes Drama und die Kostümdesignerin Annie Symons wurden im Jahr 2003 für den BAFTA TV Award nominiert. Der Film wurde 2003 für den Ton für den RTS Television Award nominiert, im Jahr 2004 folgte eine Nominierung als Beste Miniserie für den Golden Satellite Award.

## Hintergründe
Der Film wurde in Prag und in der Slowakei gedreht. Er wird häufig als Zweiteiler gesendet; die Ausstrahlungen erfolgten bisher u. a. in Großbritannien, Italien, den USA, Finnland, Schweden, Brasilien und in der deutschsprachigen Schweiz, in Deutschland erlebte der Film als Miniserie seine erste Ausstrahlung zu Weihnachten 2007 auf dem TV-Sender Tele 5. Dieselbe Romanvorlage war bereits im Jahr 1965 mit Omar Sharif und Julie Christie in den Hauptrollen als Doktor Schiwago verfilmt worden.